# Ézéchiel
Ne doit pas être confondu avec Ézéchias.
Pour les articles homonymes, voir Ézéchiel (homonymie).
Ézéchiel (en hébreu : יְחֶזְקֵאל, qui signifie « Dieu renforcera » ; arabe : حزقيال hazkyal) est un prophète de l'Ancien Testament (ou Tanakh), qui a probablement vécu au VIe siècle av. J.-C.. 
Son nom signifie « Que le Seigneur le fortifie »[réf. nécessaire]. On lui attribue le Livre d'Ézéchiel, troisième dans l'ordre canonique des grands prophètes (Isaïe, Jérémie, Ézéchiel, Daniel). À la différence du récit biblique, Ézéchiel n'est pas considéré comme un prophète du temps de l'Exil, mais comme précédant Élie, David et Salomon. Pour le judaïsme et le christianisme, Ézéchiel est prêtre du Temple de Jérusalem. Pour l'islam, il prend le nom d'Hizqîl et est associé à la figure coranique de Dhûl-Kifl. 

## Biographie
Ézéchiel a vécu dans les premières décennies du VIe siècle av. J.-C., à l'époque où le royaume de Juda fut conquis par Nabuchodonosor II, roi de Babylone (597 av. J.-C.). Le Temple de Salomon, premier Temple de Jérusalem, fut alors détruit par les Babyloniens (587 av. J.-C.), et la population finalement partiellement déportée en Mésopotamie après un dernier soulèvement (582 av. J.-C.). Plus tard, le Temple fut relevé modestement par Esdras et Néhémie, avant de connaître une reconstruction grandiose par Hérode le Grand, peu avant la naissance de Jésus de Nazareth. C'est ce dernier édifice qui fut entièrement détruit par les Romains en 70. Avant la conquête babylonienne, Ézéchiel était sans doute un prêtre attaché au Temple. Il fut déporté dès 597 av. J.-C., avec sa femme, dans un village de Basse-Mésopotamie appelé « Tel Aviv », près de Nippour, nom repris au début du XXe siècle pour désigner l'actuelle ville israélienne. Il jouissait déjà de son vivant d'un grand prestige auprès de ses compatriotes. Selon la tradition, sa tombe serait située dans un village des environs de l'actuelle ville irakienne de Hilla. Ézéchiel décrivit le tétramorphe, c'est-à-dire les « quatre êtres vivants » tirant le char divin, et que la tradition chrétienne interprète comme une représentation figurée des évangélistes Matthieu, Marc, Luc, et Jean.

## Dans l'islam
Ézéchiel est un prophète biblique absent du Coran. Lui est parfois associée la figure de Dhul al-Khifl évoqué à deux reprises dans le Coran. Il est néanmoins connu dans la littérature extra-coranique, comme chez Tabari, sous le nom de Hizqîl. Né d'une femme âgée, Ézéchiel aurait essayé de convaincre les Israélites de combattre les païens, ce qu'ils auraient refusé. Ils auraient été punis par Dieu et une épidémie de peste sévit dans la ville. Par la suite, Ézéchiel serait passé devant les ossements des morts et les aurait ressuscités. Ces récits font l'objet de variations, ce qui témoigne de l'incertitude dans les transmissions. Ces récits ont pour but d'expliquer le verset 243 de la sourate 2. La résurrection des morts est inspirée d'un passage du chapitre 37 du Livre d'Ézéchiel où Ézéchiel, en songe, ressuscite des ossements.